# Anthony (Nowy Meksyk)
Anthony – miasto w Stanach Zjednoczonych, w stanie Nowy Meksyk, w hrabstwie Doña Ana.